# Rokovnjači
Rokovnjači je roman, ki ga je zasnoval Josip Jurčič, ki je napisal tudi prvih 11 poglavij. Po njegovi smrti ga je dokončal Janko Kersnik. Izšli so leta 1881 v Ljubljanskem zvonu.
Je zgodovinski roman, ki se odvija med letoma 1810 in 1855 (1810 – 23. poglavje pol leta kasneje, 24. poglavje 10 let kasneje), ko so rokovnjači delovali na Slovenskem. Dogajanje je postavljeno v Kamnik, Trojane, Zagorje, Črni graben.

## Zunanja zgradba
Na začetku vsakega poglavja je moto (iz Novic, Prešerna, Levstika, uradnega francoskega časopisa Ilirskih provinc, iz narodnih pesmi, ameriškega pisatelja W. Irwinga, Byrona, iz poročila duhovna Valenčiča kranjskim stanovom, iz Vilharjeve pesmi Nuna, švicarskega ljudskega pisatelja Jeremiasa Gotelfa, iz Shakespearove komedije Troilus in Kresida, nemškega pesnika Adolfa Strotmana, Borisa Mirana, nemškega pesnika Fridricha Bodensteta,  Heineja).

## Vsebina

### 1. do 11. poglavje
Roman se dogaja leta 1810 v času francoske oblasti in njenega predstavnika generala Marmonta. Avtor opisuje prihod Francozov, kmečke neuspešne oborožene odpore, razmah že prej obstoječih rokovnjačev in ukrepe, storjene proti njim. Imeli so svojo skrivno organizacijo in jezik. Kobilar (konjski mešetar) Obloški Tonček pride s svojimi konji v Kamnik, kjer se množica ljudi zbira okrog berača Tomaža, ki je bil na mestnem trgu izpostavljen zaradi kraje, vendar od tam pobegne.
Še istega dne (dogodki prvega poglavja) je bil v Kamniku sejem, v krčmah pa bolj malo ljudi. V krčmi Jošta Vlagarja je pijani Blaž Mozolj zmerjal tri neznane goste z rokovnjači. Mladi mož Nande, bodoči zet Blaževe nečakinje. Ko je Obloškega Tončka zmerjal s pridevkom Rajtguzen, sta se stepla. Tončku so priskočili na pomoč oni trije in enemu od njih je odpadla brada. To je bil berač Tomaž in Blaž je spoznal, da je res, kar je v pijanosti blebetal. Ko so ga obvladali, ga je najmanjši rokovnjač hotel zabosti, vendar ga je z ostrim vzklikom v rokovnjaščini ustavil Nande. 
Ko je Mozoljev Blaž zaspal v koči pri čevljarju Bojcu, ki mu je ravno krpal čevelj, je zaslišal trkanje na okno. Spoznal je Nandeta, ki je Bojcu nekaj naročal, a ni slišal kaj. Nato je Bojcu natvezel, da mu je vse, kar je videl, v sanjah povedala Torklja. Bojc pa ga je spregledal tako, da je spregovoril nekaj v rokovnjaščini, ki je Blaž ni razumel. V pretepu je Blaž Bojca obvladal in šel domov spat, češ da bo dovolj zgodaj, če gre šele zjutraj naznanit Bojca in Nandeta Grogo, katerega ime mu je Bojc neumno omenil. Ni pa pomislil, da mu lahko Bojc prekriža račune.
Tistega jutra je Nande Polonici vroče izpovedoval ljubezen in jo rotil, da naj ne verjame vsega, kar bo slišala o njem. Ko je Nande odhajal od nje, ga je zagledal Blaž in stekel za njim, a ga ni več mogel ujeti. Polonica se je bala sramote, ko je zvedela, da je bila rokovnjačeva ljubica.

### 12. do 24. poglavje
Opomba: Od tod naprej Janko Kersnik.
Na večer 3. julija je v krčmo blizu Črnega Grabna prišel visok francoski uradnik Vernac, v katerem je krčmar Medved spoznal Brnjača. V vse prej kot prijateljskem pogovoru med njima zvemo, da je Brnjač Medvedu dolžan 500 kron, da je po krivici spravil k vojakom plemenitega gospoda Basaja, in sicer zato, da je lahko zapeljal njegovo ljubico, starega Rakovca hčer. Vernac je Medvedu pod prisilo izročil del dolga 1000 frankov, nato pa je srečal gospoda Bojsaka, in mu sporočil, da ni opazil nič sumljivega, zato lahko odpeljejo tovor čez Črni Graben, vendar iz previdnosti šele zjutraj. 
Pol leta kasneje je bil sodni proces, na katerem so obsodili na smrt 32 rokovnjačev, od tega 27 v odsotnosti. Nekaj ur za tem so jih obesili. 
Deset let pozneje so ljudje Francoze že pozabili. Premalo časa so bili tu, da bi se kaj spremenilo. Ljudje so se jih spominjali le po hudih davkih – fronkih. Takrat je umrla Mozoljevka, ki ni imela dediča, saj je Pavlek kmalu po tistih dogodkih umrl. Prikazala pa se je Polonica, in sicer z osemletno deklico. Rokovnjači pa so se sčasoma spet pojavili, manjkalo jim je starega organizatorja. Njihov poglavar je bil nato Tomaž Velikonja – Veliki Groga, rokovnjaški papež. Polonica je doživela visoko starost, na Mozoljevini je gospodaril že njen vnuk. 

## Dogajališča romana na spletišču Geopedia.si
- Rova Arhivirano 2017-07-29 na Wayback Machine.
- Šentožbolt Arhivirano 2017-07-29 na Wayback Machine.
- Grad Brdo pri Lukovici Arhivirano 2017-07-29 na Wayback Machine.
- Kamnik Arhivirano 2017-07-29 na Wayback Machine.
- Kolovec Arhivirano 2017-07-29 na Wayback Machine.